# Primolius auricollis
El maracaná de cuello dorado o guacamaya de cuello dorado (Primolius auricollis) es una especie de ave psittaciforme de la familia de los Psittacidae que habita en buena parte de Brasil, Paraguay, norte de Argentina y sur de Bolivia.
Pertenece al pequeño género Primolius, compuesto por solo tres especies. Fue incluido durante mucho tiempo en el género Ara, fundamentalmente solo por poseer su cara desnuda de plumas, pero el tamaño es muy inferior al de las verdaderas Aras, amén de presentar el sector desplumado sin las características hileras de filoplumas tan típicas de las Ara. Actualmente se utiliza Ara solo para los grandes guacamayos. En el período intermedio a ambos tratamientos genéricos, fue también, por pocos años, colocado en el género Propyrrhura, pero en el año 2001 se demostró que Primolius tiene prioridad sobre Propyrrhura.
Fue descripto por el ornitólogo estadounidense John Cassin en 1853. Su epíteto específico auricollis significa "oro en el cuello".

## Características

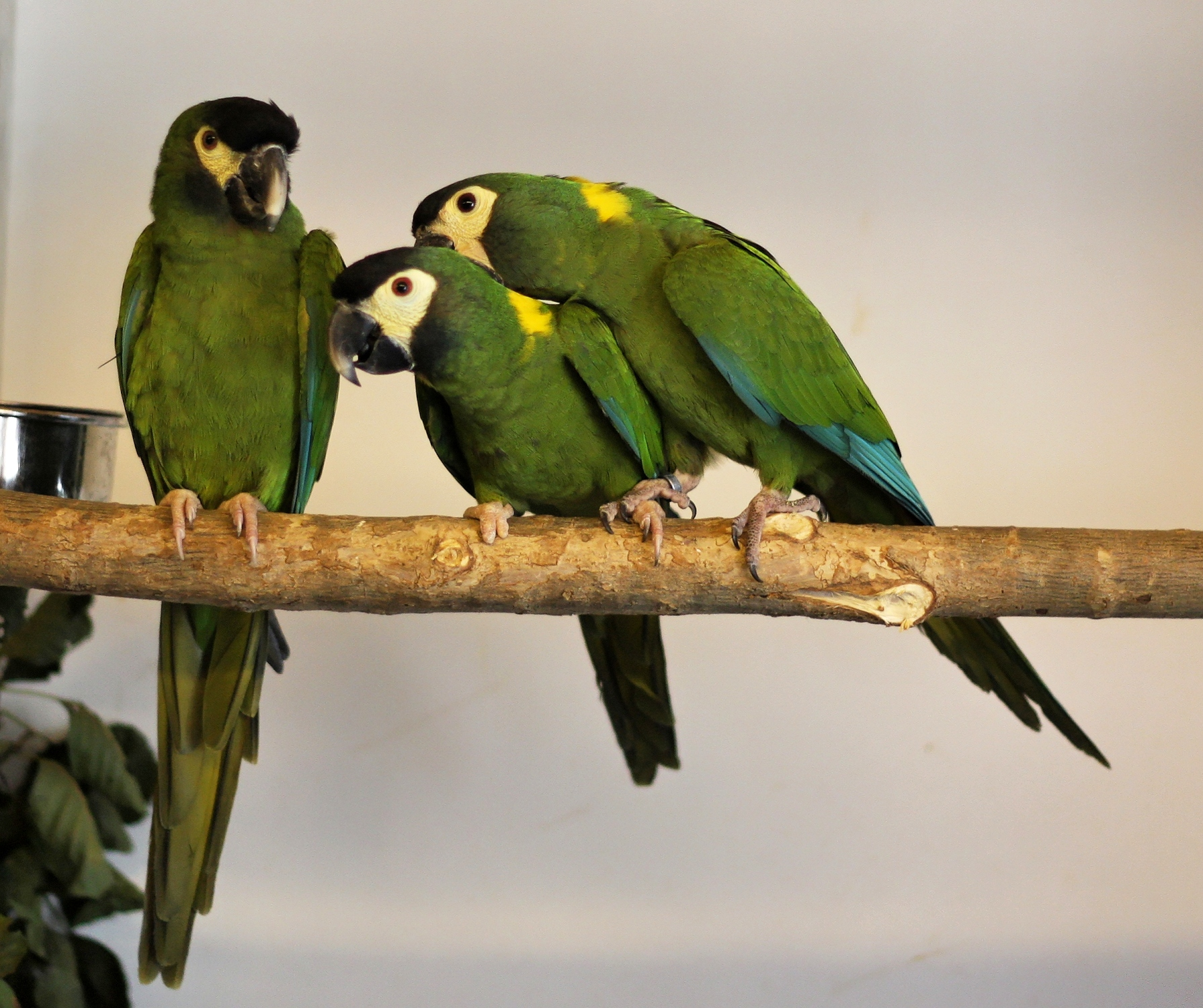

Tiene una longitud total de cerca de 38 cm, de los cuales casi la mitad corresponde a las plumas de la cola. El color general de su plumaje es verde, con un distintivo collar de color amarillo en la parte posterior del cuello, el cual desarrolla con el envejecimiento, un color más vivo. La frente y la corona son de color negro. Las plumas remeras y las coberteras primarias son azules, y la cola larga y puntiaguda tiene una base roja, un estrecho sector central verde, y una punta de color azul. La parte inferior de la cola y las plumas de vuelo son de color amarillo verdoso, similar a la de varios  loros similares. Las patas son de color rosado opaco, y el iris es de color rojizo a amarillo opaco. Cuenta con una amplia porción de la cara descubierta de plumas y exhibiendo por lo tanto su piel blanca. El pico es de color negro, a menudo con su punta de color gris pálido. Esta especie tiene una esperanza de vida de cincuenta años.

## Distribución
Este loro está distribuido en la parte central de América del Sur, desde el gran humedal conocido como Pantanal  ubicado en la región brasileña del suroeste de Mato Grosso oeste de Mato Grosso del Sur y el sur de Rondonia; en el norte de Paraguay en los departamentos de Alto Paraguay y Concepción); en la mayor parte del norte y el este de Bolivia en los departamentos de Beni, Santa Cruz, Chuquisaca, y Tarija; alcanzando, en su extremo sur, al norte de Argentina, en las selvas de las yungas (tanto las montanas como las pedemontanas) del norte de Salta y el sureste de Jujuy.
Una segunda población de distribución disyunta aparece en el extremo noreste de Mato Grosso, hasta el sureste de Pará y el oeste de Tocantins en Brasil.

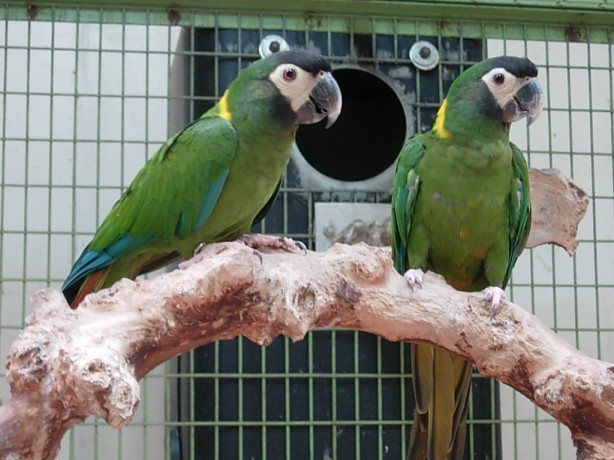

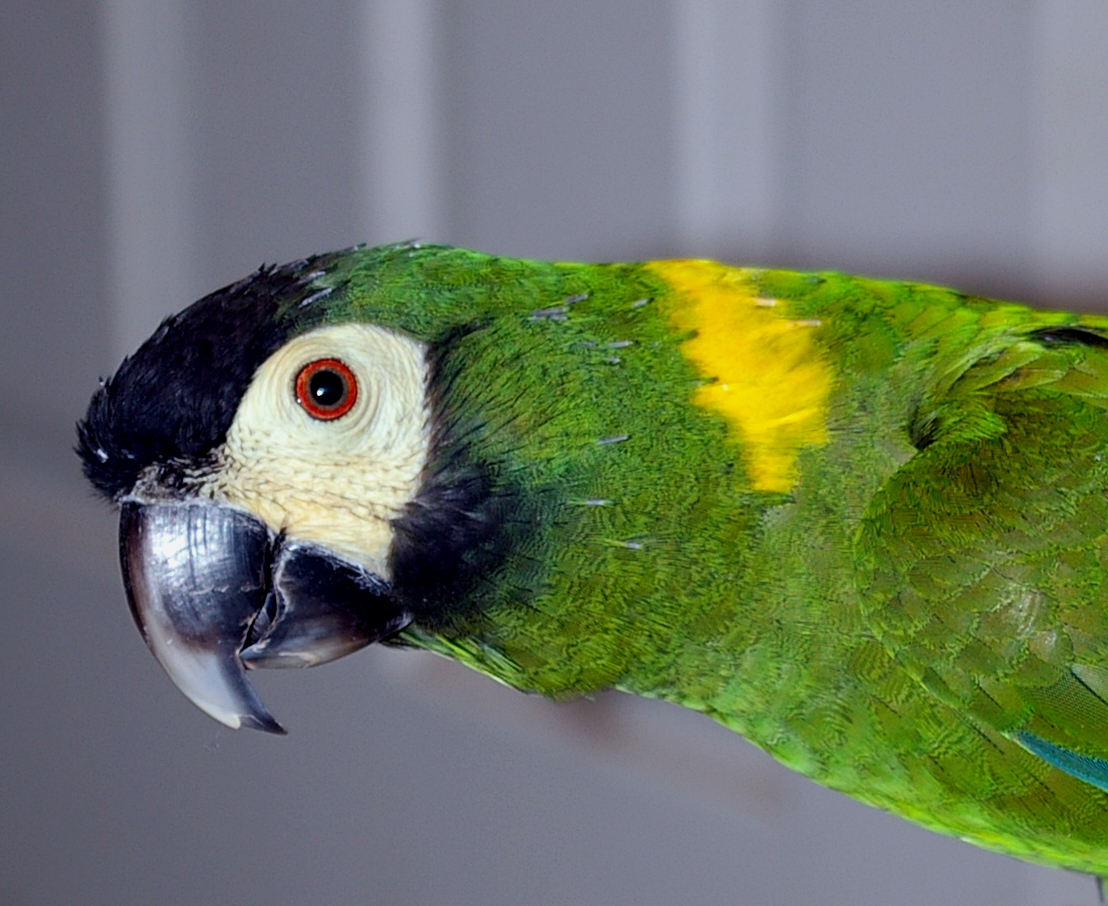

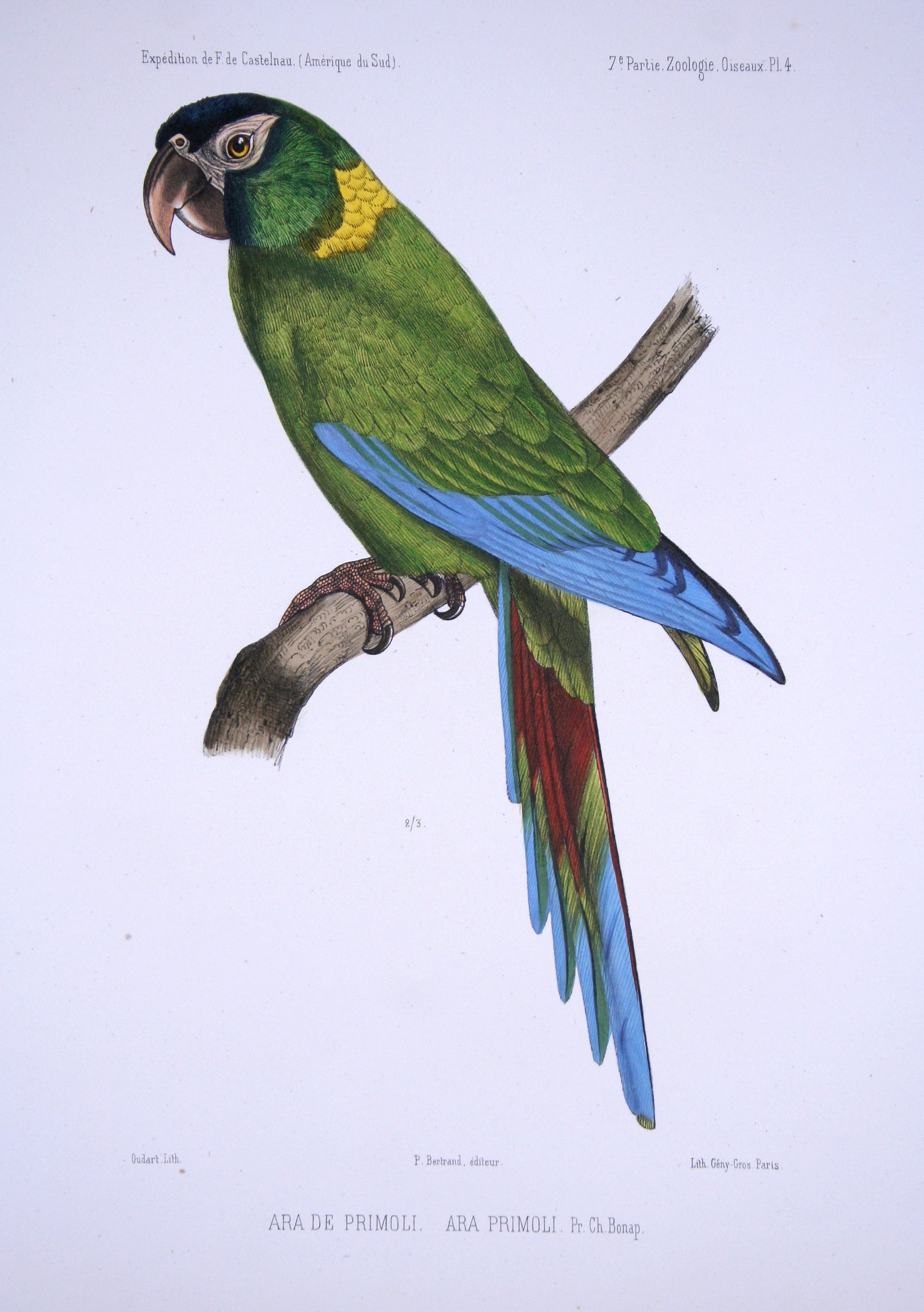

## Hábitat
Ocupa distintos hábitats, desde las húmedas selvas tropicales y semitropicales de las sierras subandinas, hasta las selvas en galería del Pantanal matogrosense. También en el bosque tipo sabana, y en pastizales con árboles esparcidos. Se presenta principalmente en las tierras bajas, pero a nivel local alcanza hasta una altitud de 1700 m s. n. m.

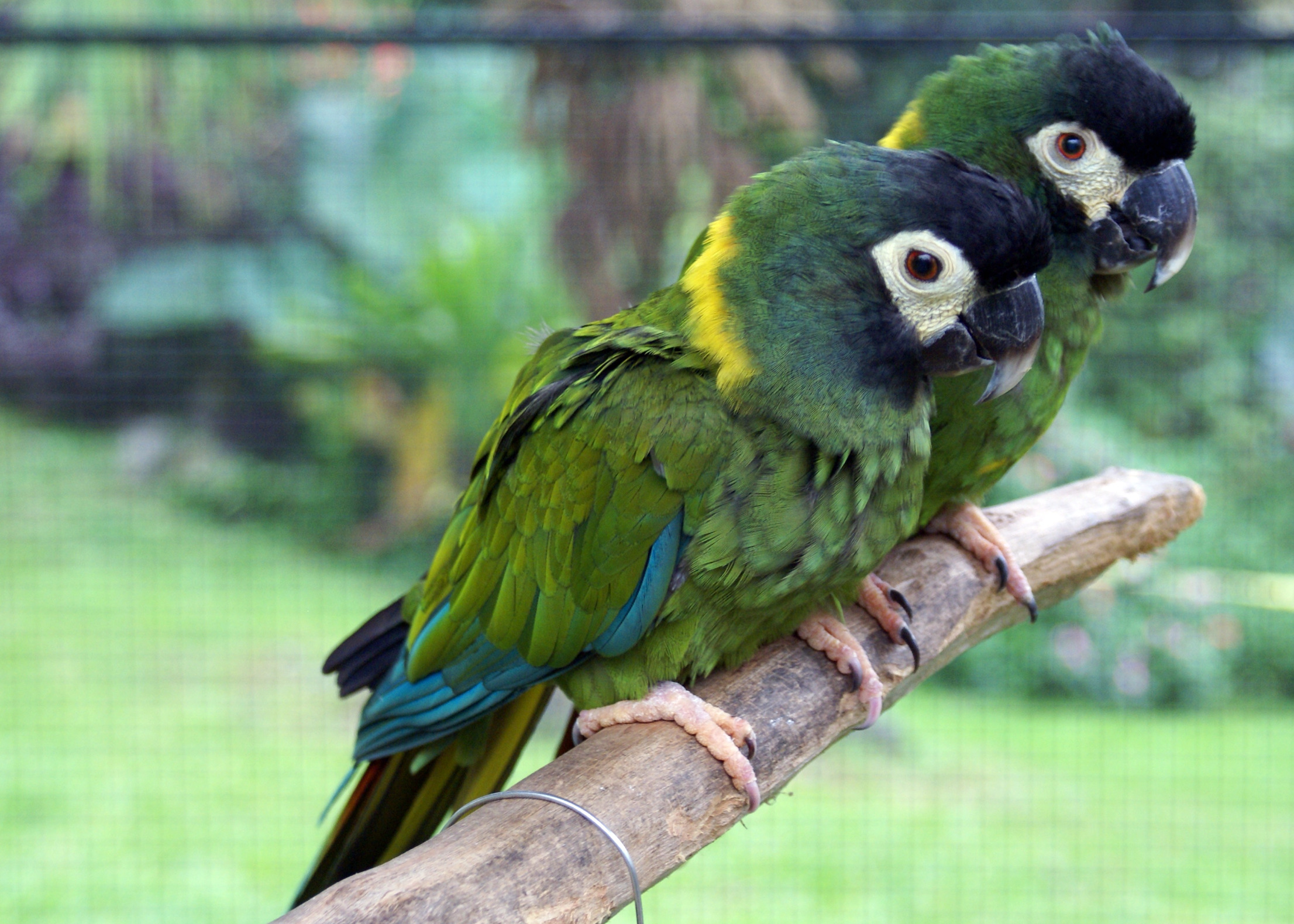
La especie en un zoo de Hawái.

## Comportamiento
Por lo general vive en parejas o, durante la temporada no reproductiva, en pequeñas bandadas. Se alimenta de frutas, capullos de flores, y semillas.

## Reproducción
Nidifica en un agujero en un árbol. Los huevos son blancos y por lo general la postura es de dos o tres. La hembra incuba los huevos durante unos veintiséis días, y los polluelos se crían dentro del nido unos setenta días después de la eclosión.

## Conservación
Por lo general, es bastante común y por lo tanto BirdLife International lo considera como de Preocupación menor. Se adapta y soporta mejor que otros loros, la creciente desforestación, logrando sobrevivir en parches boscosos rodeados de cultivos. Al parecer es menos dañino para la agricultura que su con genere el maracaná cara afeitada.[cita requerida]
En solo tres años (de 1977 a 1980) solo a Estados Unidos ingresaron, para su comercialización, 5314 ejemplares de esta especie.[cita requerida]

## Especies congéneres
Primolius es un género constituido por tres especies; la que nos ocupa, y otras dos:
- Maracaná de Cabeza Azul (Primolius couloni).
- Maracaná Cara Afeitada, Maracaná Lomo Rojo, o Guacamayo de Illiger (Primolius maracana).